# Adriaen Block

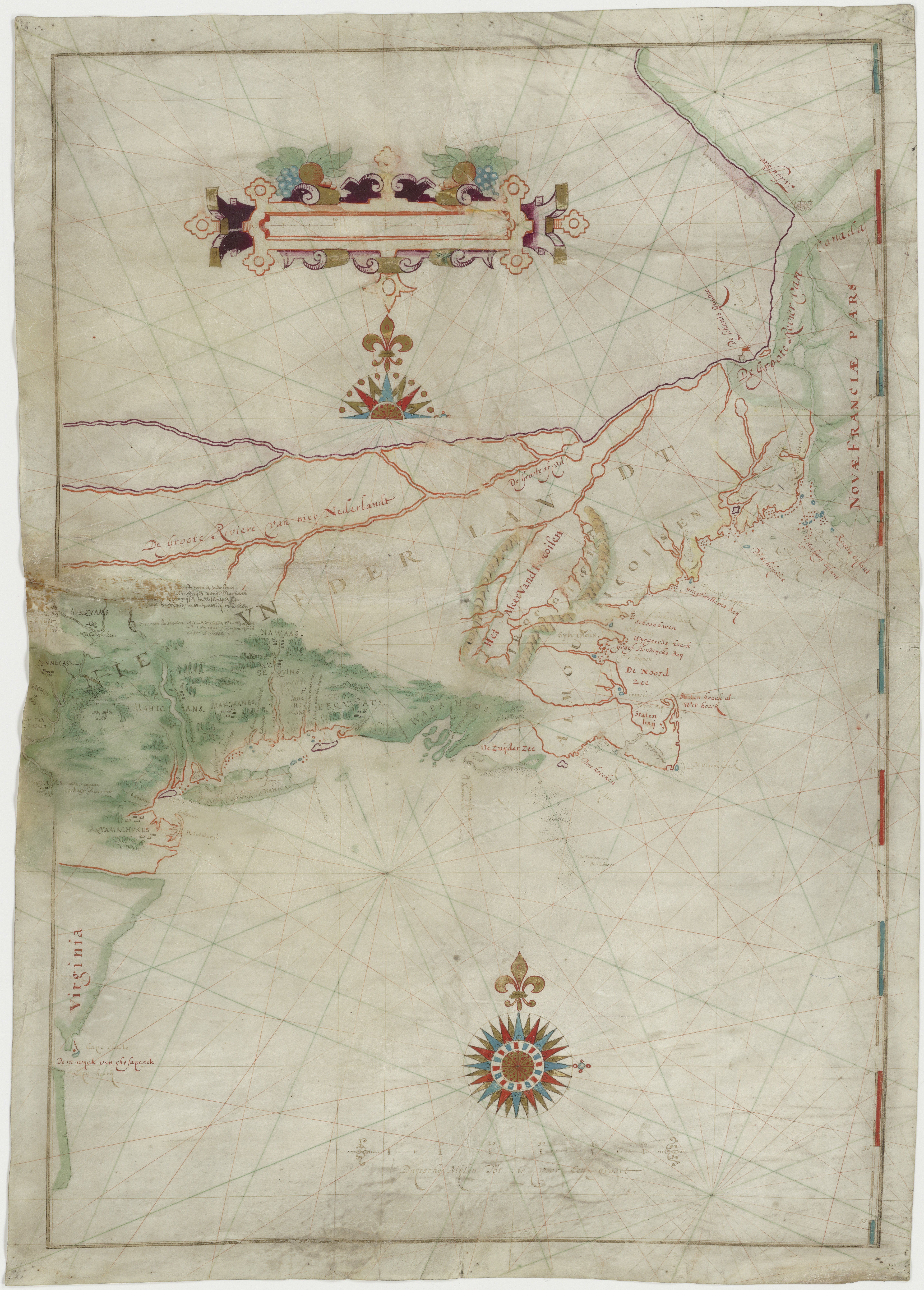
De kaart van Adriaen Block van 1614 met Long Island getekend als een eiland. Dit is ook de eerste kaart waar de naam "Nieuw-Nederland" op voorkomt

Adriaen Courtsen Block (Amsterdam, 1567 – Amsterdam, 27 april 1627) was een Nederlandse ontdekkingsreiziger, die in 1613 door de compagnie van Lambert van Tweenhuysen werd uitgezonden om handel te drijven in het gebied dat door Henry Hudson was ontdekt. De compagnie was geïnteresseerd in het bont van de Noord-Amerikaanse pelsdieren.
Nadat zijn schip, de Tyger, in brand was gevlogen bouwde hij een jacht met de naam Onrust. Na overwinterd te hebben in het gebied van het huidige Albany, zeilde Block de rivier de Connecticut op. Hij was de eerste Europeaan die het Lange Eiland (Long Island) en Manhattan als aparte eilanden tekende. Deze kaart is bewaard gebleven. Ook gebruikte hij de term Nieuw-Nederland voor het eerst op een kaart.
Block Island, een eiland voor de kust van de staat Rhode Island, is naar Adriaen Block vernoemd. Hij bezocht het eiland in 1614. Block bleef tot zijn dood in 1627 varen. Hij is begraven in de Oude Kerk in Amsterdam.